# Unió Democràtica (Israel)

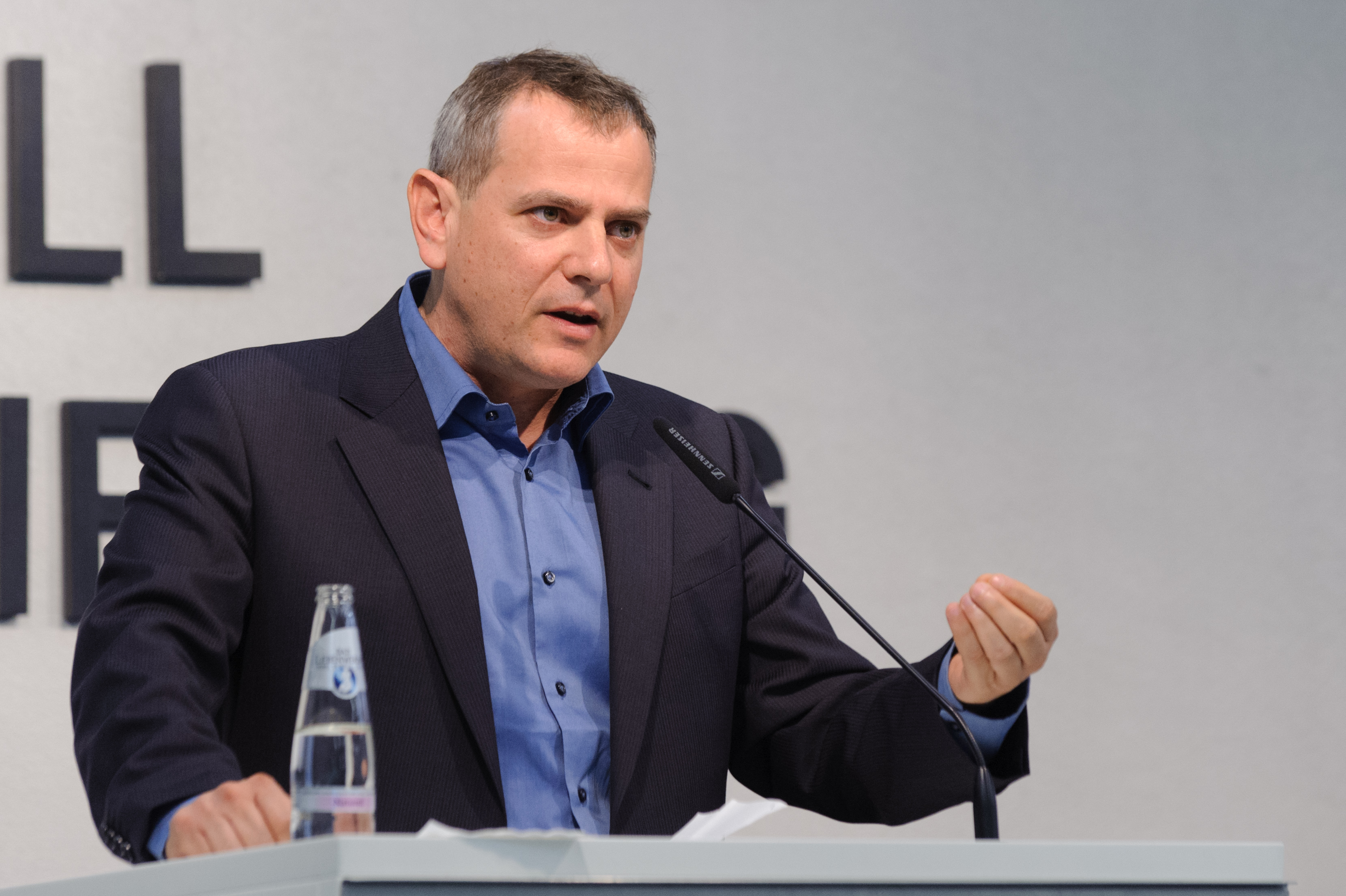
Nitzan Horowitz, cap de llista del partit.

La Unió Democràtica (hebreu: המחנה הדמוקרטי‎, HaMaḥaneh HaDemokrati) fou una coalició electoral d'esquerres d'Israel formada pels partits Mérets, Partit Democràtic d'Israel, la diputada laborista Stav Shaffir, i el Moviment Verd per a concórrer a les eleccions legislatives de setembre de 2019.

## Història
En una reunió el 24 de juliol de 2019 entre Ehud Barak i Issawi Frej (amb la mediació de Stav Shaffir) acordaren presentar-se conjuntament, amb el dirigent del Mérets Nitzan Horowitz en el primer lloc de la llista, així com Barak en desena posició, però sent el primer a poder escollir ministeri si la coalició entra en el govern. El Mérets va aprovar l'acord el 28 de juliol.
L'acord obliga els partits a no unir-se a una coalició de govern de dretes, tot declarant: «no donarem suport a un govern de dretes encapçalat per Netanyahu, ni tampoc a un govern de dretes encapçalat per les titelles de Netanyahu, en cap situació, en cap escenari, de cap manera». Els partits també es comprometeren a «defensar el caràcter democràtic de l'estat, posant èmfasi en el Tribunal Suprem, a abolir la Llei Nació-Estat, i a promoure el procés de pau amb els palestins."
La coalició aconseguí 5 escons a les eleccions de setembre de 2019. Com que no s'aconseguí formar govern s'hagueren de repetir les eleccions i de cara a les del 2020, Stav Shaffir amb el Moviment Verd deixaren la coalició tot anunciant que es presentarien en solitari i acusava el Mérets d'haver trencat els acords i estar immers en batalles internes. El 12 de gener s'anuncià una coalició de Mérets amb el Partit Laborista i Guéixer. Mérets reservà un dels seus llocs a la llista per a Yair Golan del Partit Democràtic d'Israel. El 15 de gener Shaffir anuncià que el Moviment Verd no es presentaria a les eleccions.

## Composició
| Nom | Nom                        | Ideologia        | Posició                   | Líder           |
| --- | -------------------------- | ---------------- | ------------------------- | --------------- |
|     | Mérets                     | Socialdemocràcia | Esquerra                  | Nitzan Horowitz |
|     | Moviment Verd              | Ecologisme       | Centreesquerra i Esquerra | Stav Shaffir    |
|     | Partit Democràtic d'Israel | Socioliberalisme | Centredreta               | Ehud Barak      |

## Resultats d'elecció
| Elecció       | Dirigent        | Vots    | %    | Escons  | +/– | Estatus       |
| ------------- | --------------- | ------- | ---- | ------- | --- | ------------- |
| Setembre 2019 | Nitzan Horowitz | 192.495 | 4,34 | 5 / 120 | ▲1  | Es repeteixen |